# تفجيرات السيدة زينب 2016
تفجيرات السيدة زينب هي سلسلة تفجيرات حصلت في 21 شباط/فبراير 2016 حيث فجر مسلحي تنظيم الدولة الإسلامية (داعش) سيارة مفخخة ثم تلتها تفجيرات انتحارية أخرى تبعد بحوالي 400 متر فقط من الضريح الشيعي مقام السيدة زينب في الشام والذي يُعتقد أنه يحتوي على قبر حفيدة النبي محمد.

## التفجيرات
خلفت سلسلة التفجيرات 83 قتيل و178 جريح بينهم أطفال. ذكرت وسائل إعلام سورية أن الهجوم استهدف مجموعة من التلاميذ أثناء مغادرتهم للمدرسة المحلية في المنطقة وكان المرصد السوري لحقوق الإنسان قد ذكر أن 68 قُتلوا خلال العملية على الأقل، فيما تضرر أزيد من 60 محل تجاري كما تضررت الكثير من السيارات في مواقع التفجيرات.
أعلن تنظيم الدولة الإسلامية (داعش) مسؤوليته الكاملة عن التفجيرات حيث تبنى العملية بُعيد وقوعها ليكون بذلك هذا الهجوم الثالث الذي يستهدف مساجد سنية أو شيعية في سوريا في أقل من عام.